# Бок, Адольф
Адольф Конрад Вальтер Бок (нем. Adolf Konrad Walter Bock, 5 августа 1890 г. Берлин — 13 января 1968 г. Хельсингборг) — немецкий художник-маринист.

## Жизнь и творчество
Как и некоторые другие известные немецкие художники-маринисты (Ганс Бордт, Вилли Штёвер, Роберт Шмидт-Гамбург), А. Бок овладел живописью в основном как самоучка. Его дед был художником-пейзажистом, отец занимался сельским хозяйством и был художником-любителем. Поддерживаемый отцом Адольф ещё в детстве начинает развиваться как талантливый рисовальщик. Трижды молодой человек начинал профессионально изучать живопись, но все три раза бросал учение. В 1910 году А. Бок вербуется на 4 года в германский ВМФ. В 1912 он, будучи матросом, сопровождает императора Вильгельма II в его плавании во Средиземному морю. Кайзер заметил художественный талант А. Бока и оказывал ему поддержку.
А. Бок жил и рисовал в Германии, Швеции и Финляндии. В 1919 году он переезжает в Финляндию, чтобы изучать и научиться изображать здесь различные природные и погодные феномены. В период между двумя мировыми войнами художник выполняет также заказы различных пароходств, издательств и журналов, работает иллюстратором. Так, в течение 17 лет он служит как художник, иллюстратор и автор для датско-шведского еженедельного журнала Familie Journal, по заданию которого совершает кругосветное путешествие.
После прихода в Германии к власти национал-социалистов творчество А. Бока высоко ценилось. Был автором ряда пропагандистских работ, в том числе Варшава, Париж, Лондон: Карта-картина для использования нашей боевой авиации (Warschau, Paris, London: Eine Bildmappe vom Einsatz unserer Luftwaffe Berlin 1940), Борьба под боевым флагом: Карта-картина для использования нашим военно-морским флотом (Kampf unter der Kriegsflagge: Eine Bildmappe von Einsatz unserer Kriegsmarine Berlin 1943.). 30 января 1944 года А. Бок был удостоен лично А. Гитлером профессорского звания. Это было единственное назначение такого рода в течение всей Второй мировой войны. Известно также, что во время личных бесед и застольных разговоров в тесном кругу приближённых А. Гитлер с большим одобрением отзывался о творчестве А. Бока.
30 января 1945 года художник как пассажир находился на борту потопленного советскими подводниками германского лайнера Вильгельм Густлофф, но сумел спастись. Позднее он подробно описывает события этого дня в своей книге «Потопление Вильгельма Густлоффа» (Die Versenkung der Wilhelm Gustloff). В 1950 году А. Бок создаёт три гравюры на эту тему.